# 梁肯堂
梁肯堂（康熙五十六年-嘉慶六年，即1717年—1801年），字石幢，號春淙，又號晚香、石幢居士，浙江省杭州府錢塘縣（今屬杭州市）人。清朝政治人物。

## 生平
乾隆二十一年（1756年）順天鄉試舉人。初官直隸欒城縣知縣，補懷來縣。歷陞知州、知府、道員、巡撫等職。乾隆五十五年（1790年），授直隸總督。嘉慶三年（1798年）任刑部尚書，同年任漕運總督。有《石幢居士吟稿》。

## 外部連結
- 梁肯堂 （页面存档备份，存于） 中研院史語所